# Xu Tianlongzi
Dans ce nom chinois, le nom de famille, Xu, précède le nom personnel.
Xu Tianlongzi (née le 11 janvier 1991 à Yantan) est une nageuse chinoise spécialiste du dos.

## Biographie
En 2007, elle est médaillée de bronze aux championnats du monde de Melbourne dans l'épreuve du relais 4 x 100 m quatre nages.
Elle participe aux Jeux olympiques d'été de 2008 à Pékin où elle est médaillée de bronze dans le relais 4 x 100 m quatre nages par sa participation aux séries.

## Palmarès

### Jeux olympiques
- Jeux olympiques de 2008 à Pékin : 
  -  Médaille de bronze au relais 4 x 100 m quatre nages
  - 17e des séries du 100 m dos

### Championnats du monde

#### Grand bassin
- Championnats du monde 2007 à Melbourne :
  -  Médaille de bronze dans le relais 4 x 100 m quatre nages

### Jeux asiatiques
- Jeux asiatiques de 2006 à Doha :
  -  Médaille d'argent au 100 m dos
- Jeux asiatiques de 2010 à Canton :
  -  Médaille de bronze au 50 m dos